# Leptocythere domurati
Leptocythere domurati är en kräftdjursart som beskrevs av Kontrovitz 1978. Leptocythere domurati ingår i släktet Leptocythere och familjen Leptocytheridae. Inga underarter finns listade i Catalogue of Life.